# 吉田直喜
吉田 直喜（よしだ なおき、1967年6月14日 - ）は、長崎県佐世保市出身の元プロ野球選手（投手）。右投右打。

## 来歴・人物
佐世保実業高ではエースとして甲子園に2回出場。2年生時の1984年春の選抜では、1回戦で湯上谷宏らのいた星稜高を完封するが、続く2回戦で明徳義塾高に惜敗。翌1985年夏の選手権は、県予選で骨折したため登板できず、1回戦で立教高に敗退。
高校卒業後は、青山学院大に進学。東都大学野球リーグでは、1年生の1986年春季リーグ開幕戦から登板。3年時の1988年秋季リーグでは長谷川寿（本田技研）とバッテリーを組み8勝1敗を記録。念願のリーグ初優勝を飾り、最高殊勲選手、最優秀投手、ベストナインを受賞した。翌1989年は、故障もあって岩崎充宏（新日鐵名古屋）にエースの座を譲るが、秋季リーグで2回目の優勝を経験。リーグ通算73試合登板、21勝17敗、防御率2.75、215奪三振。大学同期に二塁手の松山秀明、1年下に遊撃手の奈良原浩がいた。
1989年のプロ野球ドラフト会議でオリックス・ブレーブスから2位指名を受け入団。
プロ1年目の1990年に初登板初先発を果たすが、その後は伸び悩み1996年限りで現役を引退。
引退後は、打撃投手兼広報、二軍マネージャー、一軍マネージャー、広報、先乗りスコアラー、国際渉外部・外国人スカウトを経て、現在は事業運営部に所属。。

## 詳細情報

### 年度別投手成績
| 年 度     | 球 団      | 登 板 | 先 発 | 完 投 | 完 封 | 無 四 球 | 勝 利 | 敗 戦 | セ 丨 ブ | ホ 丨 ル ド | 勝 率 | 打 者 | 投 球 回 | 被 安 打 | 被 本 塁 打 | 与 四 球 | 敬 遠 | 与 死 球 | 奪 三 振 | 暴 投 | ボ 丨 ク | 失 点 | 自 責 点 | 防 御 率 | W H I P |
| --------- | ---------- | ----- | ----- | ----- | ----- | -------- | ----- | ----- | -------- | ----------- | ----- | ----- | -------- | -------- | ----------- | -------- | ----- | -------- | -------- | ----- | -------- | ----- | -------- | -------- | ------- |
| 1990      | オリックス | 1     | 1     | 0     | 0     | 0        | 0     | 1     | 0        | --          | .000  | 8     | 1.0      | 4        | 1           | 1        | 0     | 0        | 1        | 0     | 0        | 3     | 3        | 27.00    | 5.00    |
| 1994      | オリックス | 1     | 0     | 0     | 0     | 0        | 0     | 0     | 0        | --          | ----  | 3     | 1.0      | 0        | 0           | 0        | 0     | 0        | 0        | 0     | 0        | 0     | 0        | 0.00     | 0.00    |
| 通算：2年 | 通算：2年  | 2     | 1     | 0     | 0     | 0        | 0     | 1     | 0        | --          | .000  | 11    | 2.0      | 4        | 1           | 1        | 0     | 0        | 1        | 0     | 0        | 3     | 3        | 13.50    | 2.50    |

### 記録
- 初登板・初先発：1990年9月12日、対近鉄バファローズ24回戦（藤井寺球場）、1回0/3を3失点で敗戦投手
- 初奪三振：同上、1回裏にジム・トレーバーから

### 背番号
- 13 （1990年 - 1996年）
- 113 （1997年 - 1999年）